# Ligne de Goincourt à Gournay - Ferrières
La ligne de Goincourt à Gournay - Ferrières est une ancienne ligne de chemin de fer du réseau ferré français. Elle reliait Goincourt (à proximité de Beauvais) à Gournay - Ferrières à travers les départements de l'Oise et de la Seine-Maritime et des régions Picardie et Haute-Normandie.
Elle constitue la ligne no 333 000 du réseau ferré national.

## Histoire
La convention signée le 21 juin 1857 entre le ministre des Travaux Publics et la Compagnie des chemins de fer du Nord accorde à la Compagnie la concession à titre éventuel d'un « prolongement du chemin de fer de Creil à Beauvais, vers un point à déterminer de la ligne de Paris à Dieppe, par Pontoise ». Cette convention est approuvée par un décret impérial le 26 juin suivant,. Elle a été déclarée d'utilité publique le 5 juin 1861 rendant ainsi la concession définitive.
La ligne a été ouverte le 4 août 1870 et fermée au service des voyageurs le 6 mars 1939.

### Date de fermeture
La ligne a été fermée à tous trafics entre Saint-Paul et Gournay - Ferrières (PK 8,396 à 29,273) le 15 avril 2010 puis entre Rainvillers et Saint-Paul-de-l'Oise (PK 6,216 à 8,396) le 7 février 2013.
Son tracé est aujourd'hui partiellement occupé par l'avenue verte, itinéraire cyclable qui relie Paris à Londres.

## Tracé

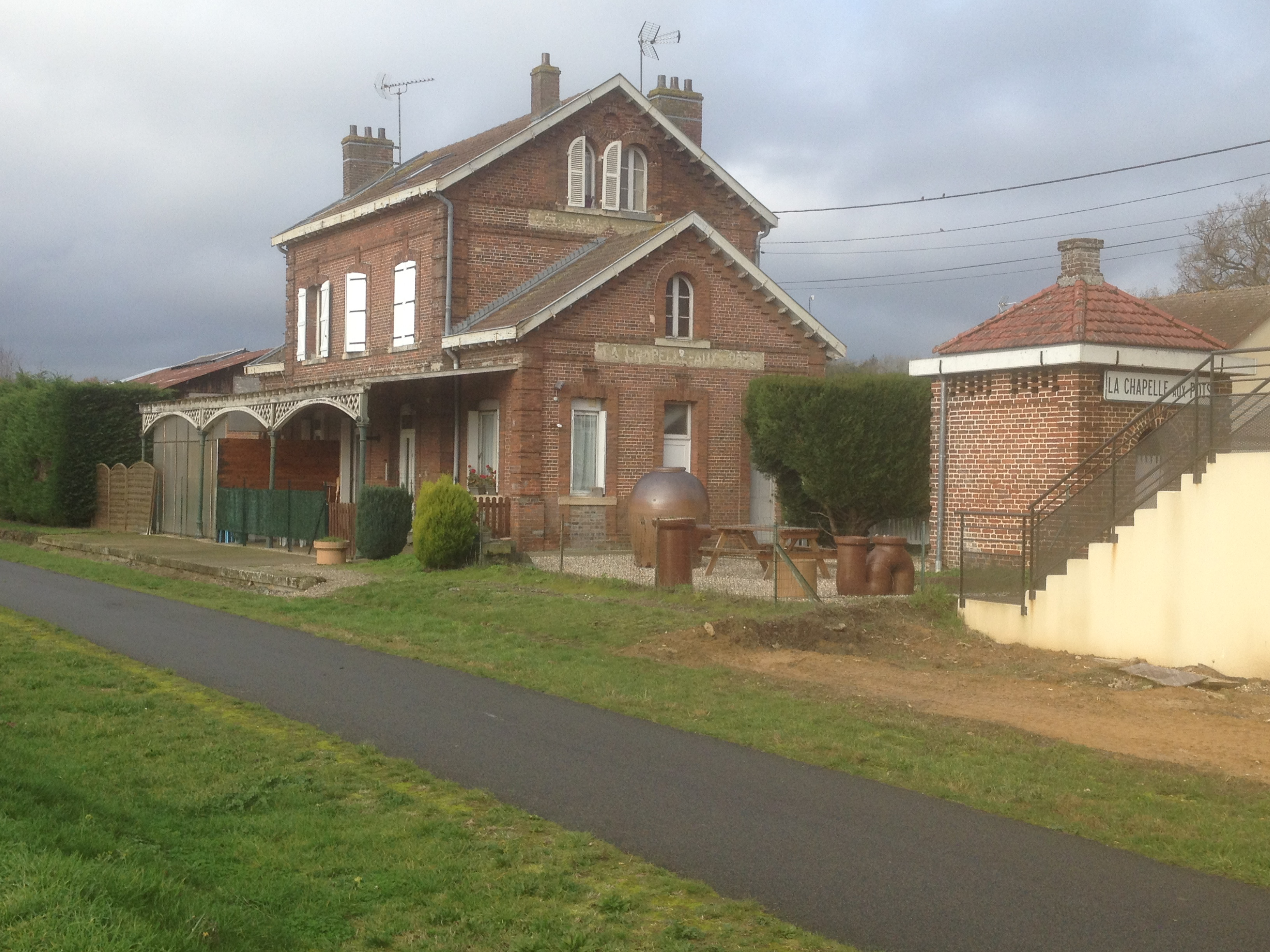
Ancienne gare de Lachapelle-aux-Pots

À St-Just-des-Marais, la ligne se débranche de la ligne d'Épinay - Villetaneuse au Tréport - Mers. Elle suit l'Avelon jusqu'à Lachapelle-aux-Pots, puis le ruisseau des Raques jusqu'à Guillenfosse, où le point culminant de la ligne est atteint (114 m). La ligne redescend ensuite progressivement vers la vallée de l'Epte pour rejoindre Gournay-en-Bray.

## Infrastructure
Cette ligne à voie unique non électrifiée est fermée.